# الکساندر خالیفمن
الکساندر والریویچ خالیفمن (به روسی: Александр Валерьевич Халифман) (زاده ۱۸ ژانویه ۱۹۶۶ در لنینگراد، شوروی) استاد بزرگ شطرنج یهودی‌تبار اهل روسیه است که عنوان قهرمان شطرنج جهان فیده را در سال ۱۹۹۹ به دست آورد.
عنوان قهرمانی خالیفمن در شرایطی به دست آمد که او رتبه ۴۴م شطرنج دنیا از نظر ریتینگ را در اختیار داشت.
او به همراه مربیش گنادی نسیس یک آکادمی شطرنج در سن پترزبورگ به نام «مدرسه شطرنج استادبزرگان» را اداره می‌کند.

## عناوین
- قهرمان شطرنج شوروی: ۱۹۸۴
- قهرمان شطرنج روسیه: ۱۹۹۶
- قهرمان شطرنج مسکو: ۱۹۸۵ و ۱۹۸۷